# Alpinia oxyphylla
Alpinia oxyphylla – gatunek rośliny z rodziny imbirowatych. Pochodzi z ciepłych, południowych rejonów Chin, poza zastosowaniem kulinarnym, może być stosowana w postaci nalewki jako specyfik wzmacniający układ trawienny, nerki i pęcherz moczowy, a także jako doskonały środek przeciwbiegunkowy.